# Брух, Рики
Бьёрн Рихард «Рики» Брух (швед. Björn Rickard „Ricky“ Bruch, 2 июля 1946, Гётеборг, Швеция — 30 мая 2011, Истад, Швеция) — шведский легкоатлет, бронзовый призёр летних Олимпийских игр в Мюнхене (1972) в метании диска.

## Спортивная карьера
Большую часть жизни провел в Мальмё, выступал за легкоатлетические клубы Malmö IA, IFK Helsingborg и Österhaninge IF сразу в двух видах: толкании ядра и метании диска. Официальные спортивные функционеры считали его излишне эксцентричным, а зрителям, наоборот, импонировала манера поведения шведского метателя в секторе.
В толкании ядра показал результат 20,08 м (1973). Его первым крупным стартом в метании диска стала Олимпиада в Мехико (1968), где он стал восьмым с результатом 59,28 м. Однако уже через год на европейском первенстве в Афинах (1969) спортсмен завоёвывает серебряную медаль, метнув снаряд на 61,08 м. В сентябре того же года он устанавливает рекорд Европы (68,04). Но главной его целью было преодолеть 70-метровый рубеж. Когда это произошло на соревнованиях в Мальмё в 1971 году, выяснилось, что диск был легче нормы на 7,5 г. Возмущённый отменой результата, Брух в течение одного месяца предпринял двадцать две попытки повторить своё достижение, что привело к ухудшению работы системы кровообращения и нервному срыву. Несколько недель он не мог тренироваться.
На летних Играх (1972) в Мюнхене он был третьим, а в Монреале (1976) он не смог даже преодолеть квалификацию. Отправить диск за 70 м ему удалось лишь в 1984 году, когда на соревнованиях в Мальмё он показал результаты 70,48 м, 71,00 м и 71,26 м. Впрочем, из-за конфликта с наставником национальной сборной возвращения 38-летнего спортсмена так и не состоялось. За годы своей карьеры он установил двадцать два рекорда Швеции: пятнадцать — в метании диска и семь — в толкании ядра. Его результат, продемонстрированный в 1984 году (71,26), оставался не побитым его соотечественниками и в 2016 году.
По завершении спортивной карьеры пробовал себя в качестве актёра. Снимался во многих популярных фильмах, в частности, в экранизации повести Астрид Линдгрен «Рони, дочь разбойника».